# アサヒ玩具
株式会社アサヒ玩具（アサヒがんぐ）は、かつて東京都台東区蔵前2-7-2に本社を置いた、日本の玩具メーカーである。1960年代から1970年代にかけて、モデルペット、ママレンジ、アメリカンクラッカーなどのヒット玩具を世に出した。

## 概要および歴史
1931年に岸玩具を開業し、1948年に法人化して株式会社旭玩具製作所となり、1963年にアサヒ玩具へ改称した。1959年にミニカーを発売して以降1960年代のミニカー市場を牽引する。1968年に発売したママレンジが爆発的にヒットし、様々な家電品や家事用品を模したママシリーズを発売した。ピンク・レディーやベルサイユのばらのキャラクター商品も販売した。1979年に、1980年モスクワオリンピックのオフィシャルキャラクターである「こぐまのミーシャ」について日本国内の商品化権を契約したが、日本選手団が参加をボイコットして深刻な販売不振で莫大な赤字を蒙った。その後も玩具のヒットに恵まれず、1982年に廃業した。

## 代表的な商品
- 「モデルペット」シリーズ - 42分の1スケールの国産ミニカーで、1959年10月にトヨペットクラウンDXを新発売する。金型47種でモデル78種を発売した。1973年に生産を停止する。初期モデルの通称「赤箱モデル」は形状が評価されているが、中期以降のモデルは開閉アクション処理の拙さやモデルの平凡さで評価を下げた[2]。
- ママレンジ - 1968年発売。ホットケーキや目玉焼きなどを電熱線で加熱し、実際に焼き上げ調理を可能とするガスコンロを模した玩具である。エプロン、フライパン、フライ返しなどが付属した。雲母のカバー板で加熱用のニクロム線を覆っており、フライパンをコンロに載せた時のみ通電する安全構造を採る。定価2500円と高額だが、年間で40万個を売り上げて爆発的ヒットとなる[3]。
- アメリカンクラッカー 俗称カチカチボール - 1971年発売。数か月で約5000万個が販売されるなど一大ブームとなったが、粗悪な類似品の登場や、ボールによる受傷事故が発生し、翌年にブームは終了した[4][5]。
- ペンギンちゃんの氷かき - 1975年発売。ペンギン型の家庭向け手動かき氷機で、ペンギンの背中側にあるハンドルを回して氷を削り、胸部分の穴から排出した[6]。
- 電子ゲーム - 「ハングリーパック」など。